# Leytesolfugl
Leytesolfugl (latin: Aethopyga bella) er en solfugl, der lever på Filippinerne.